# 언콘퍼런스

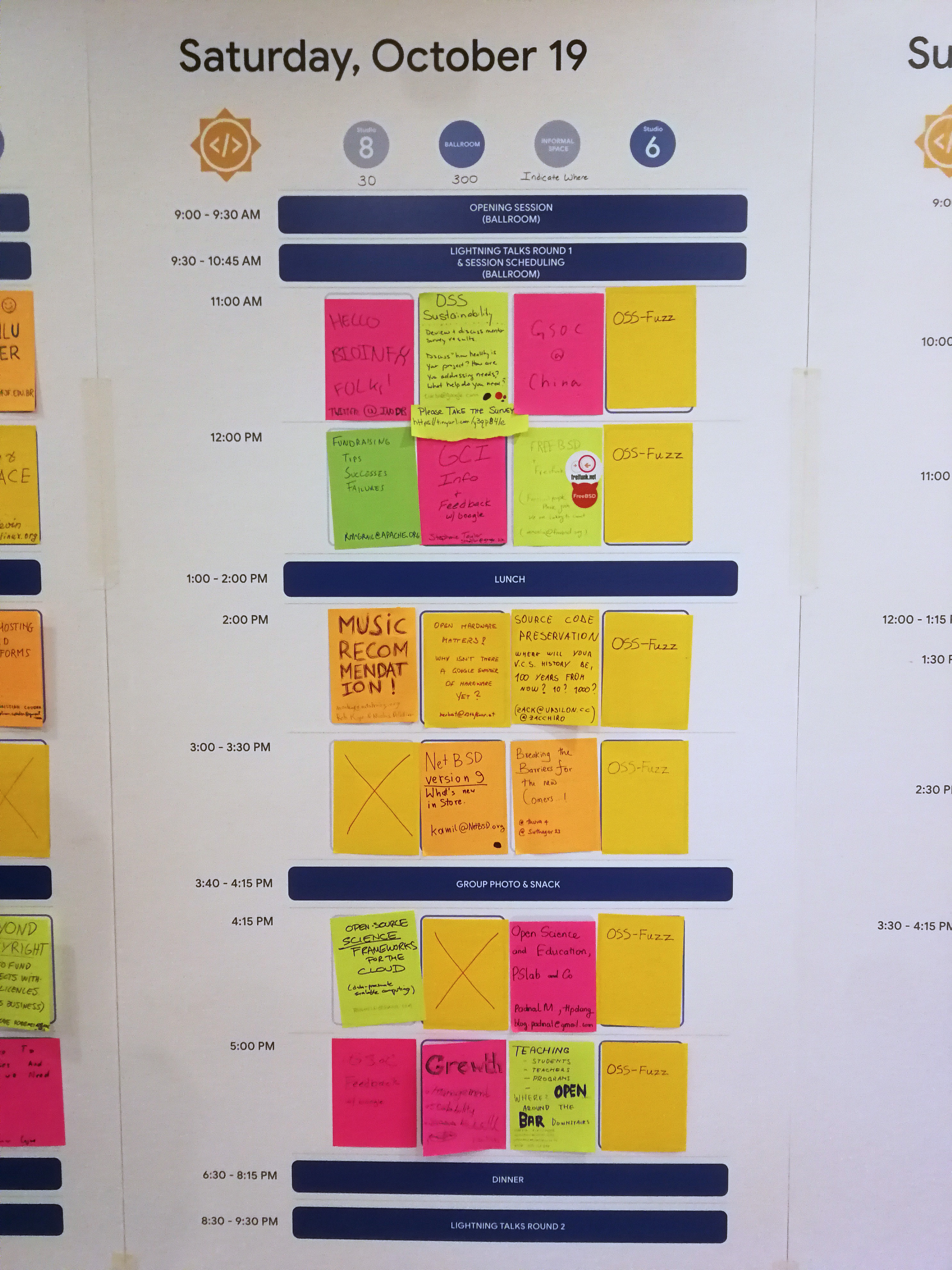
한 언콘퍼런스의 오픈 스페이스 세션 스케줄링

언콘퍼런스(Unconference)는 참석자 지향적인 회의방식의 하나이다. 현존의 콘퍼런스들은 비용이 많이 들고 참여자 발언의 기회는 적고 스폰서의 입김에 노출될 우려는 큰 데다 상의하달(Top-down)식이라 판에 박히고 비효율적이라는 단점이 있어 이를 극복해 보자하는 새로운 회의 기법이다.

## 역사
해리슨 오언 (Harrison Owen)은 1980년대 중반에 오픈 스페이스 기법(Open Space Technology)을 고안했는데, 1993년에는 Open Space Technology: a User's Guide 를 출판했다. 이 때 그는 "Unconference"라는 말은 안 썼지만 요즘의 언콘퍼런스에 해당되는 기술들에 대해 설명했다. "Unconference"는 XML 개발자들의 연례 콘퍼런스를 알리는 공지에서 1998년에 처음으로 사용됐다.
언콘퍼런스 형태라 할 제1차 블로거콘(BloggerCon)이 2003년 10월 4일 하바드 대의 버크먼 인터넷 센터(Berkman Center for Internet & Society)에서 열렸다.

“언콘퍼런스”는 블로거콘을 논의하던 렌 프라이어(Lenn Pryor)가 그 무렵 사용했는데 블로커콘 주최자인 데이비드 와이너(David Winer)가 2004년 4월에 또 써서 유명해졌다.
사라 윈지(Sarah Winge)는 오픈 스페이스에 관한 해리슨 오언과의 대화에 착안하여 팀 오라일리(Tim O'Reilly)와 함께 2003년 10월 10일에 캘리포니아의 소도시 세바스토폴(Sebastopol)에서 제1회 푸캠프(Foo Camp)를 주최했다.
2005년 8월 19일에 팰로 앨토에서 열린 제1회 바캠프는 언콘퍼런스 확산을 위한 커다란 계기이다.
2006년에는 CNNMoney가 푸캠프(Foo Camp), 바캠프, 블로거콘(BloggerCon), 매시업 캠프(Mashup Camp) 등의 이벤트에다가 "Unconference"라는 말을 붙였다.
푸캠프와 바캠프는 “참석자들이 아젠다를 만들어 내지 않는 한... 아젠다가 없다.”는 말을 유행시켰다.

## 포맷
언콘퍼런스의 전형은 ‘참석자들이 아젠다를 모임의 바로 초입에 창출한다.’라는 것이다. 어떤 화제에의 논의를 시발코자하는 그 누구라도 시간 및 공간을 얻을 권한을 갖는다. 단 한 명의 발언자가 참석자들의 앞자리에서 발언하진 않고 모든 이가 공공의 토의를 형성하며 포맷에는 제한이 없다. 이 형식의 콘퍼런스는 사람들이 전문지식이나 높은 식견을 가지고 참석할 때면 더더욱 유용하다고 할 수 있다.